# İbadulla
İbadulla är en ort i Azerbajdzjan.   Den ligger i distriktet Nachitjevan, i den sydvästra delen av landet, 400 km väster om huvudstaden Baku. İbadulla ligger 791 meter över havet och antalet invånare är 1 337.
Terrängen runt İbadulla är platt åt nordost, men åt sydväst är den kuperad. Närmaste större samhälle är Qıvraq, 16,3 km sydost om İbadulla.
Trakten runt İbadulla består till största delen av jordbruksmark. Runt İbadulla är det ganska tätbefolkat, med 90 invånare per kvadratkilometer.